# Желмановце
Желмановце (словац. Želmanovce) — село в Словаччині, Свидницькому окрузі Пряшівського краю. Розташоване в північно-східній частині Словаччини в південній частині Низьких Бескидів в долині ріки Топля.
Уперше згадується у 1371 році.
У селі є римо-католицький парафіяльний костел Різдва святого Івана Хрестителя з 1968 року.

## Населення
| Рік:            | 1994. | 2004.    | 2014.   | 2024.   |
| --------------- | ----- | -------- | ------- | ------- |
| Кількість осіб: | 304   | 343      | 337     | 308     |
| Різниця:        |       | +12,82 % | -1,74 % | -8,60 % |

| Рік:            | 2023. | 2024.   |
| --------------- | ----- | ------- |
| Кількість осіб: | 310   | 308     |
| Різниця:        |       | -0,64 % |

В селі проживає 342 осіб.
Національний склад населення (за даними останнього перепису населення — 2001 року):
- словаки — 100,0 %

Склад населення за приналежністю до релігії станом на 2001 рік:
- римо-католики — 97,94 %,
- греко-католики — 2,06 %,

## Географія
Протікає річка Тополя.